# Нафтовіддача нафтового пласта
Нафтовіддача нафтового пласта (рос. нефтеотдача (нефтяного пласта), англ. oil recovery ratio; нім. Erdölabgabe f, Erdölextraktionsgrad m (der Erdölschicht)) — показник, що характеризує ступінь вилучення нафти з продуктивних пластів у процесі розробки родовища.

## Визначення
Для кількісної оцінки Н. використовують коеф. Н. (β) — відношення видобутої кількості нафти до початкових запасів (величини зводяться до стандартних або пластових умов); виражається в частках одиниці або у відсотках. Розрізняють поточну Н. (яка визначається в процесі розробки родовища), кінцеву (на момент завершення розробки, яка здійснюється при природних режимах виснаження покладу), додаткову (досягається застосуванням методів підвищення Н. пласта), а також безводну (визначається на момент прориву води у видобувні свердловини).
Найбільший вплив на Н. мають в'язкість нафти (чим більша в'язкість, тим менша Н.), геол. будова родовища і пластово-водонапірної системи (чим більше в продуктивному інтервалі виділяється пластів і пропластків, що характеризуються уривчастістю простягання, неоднорідністю властивостей колекторів, тим менша Н.), а також системою розробки родовища і видом пластової енергії, що зумовлює приплив нафти до добувних свердловин.

## Характеристики нафтових пластів
За природних режимів виснаження нафтового покладу і сприятливих геолого-геохімічних умов (в'язкість нафти — 1,25-5,0 МПа•с, незначні неоднорідності пласта) коеф. Н. складає:
- при пружно-водонапірному режимі — 50-70 %;
- режимі газованої рідини (розчиненого газу) — 25-35 %;
- гравітаційному — 30-40 %; газонапірному — 35-40 %.

Найбільша нафтовіддача (65-70 %) при сучасних системах розробки нафт. родов. досягається нагнітанням у пласт спеціальних робочих аґентів. Перспективним є застосування таких способів збільшення Н.: закачування у пласт води з добавками ПАР (що приводить до різкого зниження поверхневого натягу на межі на-фти з водою або нафти з породою), газоводяних сумішей, що змішуються з нафтою у пластових умовах (вуглеводневі розчинники, а також суміші вуглеводневих газів і СО2).
При вилученні високов'язкої нафти ефективними є теплові методи впливу на пласт, що передбачають закачування в пласт теплоносія або ґенерування тепла безпосередньо в пласті.

## Пружний запас пласта
Пружний запас пласта — кількість рідини, яка додатково витісняється з пласта у свердловину за рахунок розширення об'єму рідини і зменшен-ня об'єму пор при зниженні пластового тиску. Об'єм рідини (нафти), який можна одержати з пласта за рахунок пружності флюїдів (нафти, зв'язаної води) і пористого середовища гірської породи пласта. П.з.п. описується формулою згідно із законом Гука:
Vп.з. = β•VΔp,
де β — коефіцієнт пружної ємності пласта (об'ємної пружності насиченого пласта); V — початковий об'єм рідини; Δр — зниження тиску флюїдів у пласті.
П.з.п. складає невелику частину загального об'єму (до 1 %), але якщо врахувати величезні об'єми нафти і, особливо, во-ди в покладі, то завдяки пружності можна відібрати із покладу великі об'єми нафти.